# A nagy vonatrablás (film, 1979)
A nagy vonatrablás (The First Great Train Robbery) egy 1979-ben bemutatott amerikai film Michael Crichton rendezésében, Sean Connery és Donald Sutherland főszereplésével. A forgatókönyvet saját műve alapján Michael Crichton írta.

## Történet
A film 1855-ben játszódik, amikor Anglia és Franciaország háborúban áll Oroszországgal, ez a krími háború (1853–1856). A brit hadseregben aranyban kapják a katonák a fizetségüket, és ezt az aranyat havonta egyszer szállítják a londoni bankból, a folkestone-i vonat poggyászkocsijában a tengerpartig, majd onnan a Krím-félszigetre. Ezt a különösen drága és értékes szállítmányt gondosan vigyázzák. Ám ennyi arany nagy kísértés sok ember számára.
Edward Pierce-t az előkelő londoni arisztokrácia és a klubbéli társai úgy ismerik, mint egy gazdag és átlagos agglegényt, és sikeres üzletembert. Senki még véletlenül sem gondolna arra, hogy Pierce a 19. század legnagyobb rablására, a történelem első vonatrablására készülődik.
A széf, amelyben az arany van, négy kulccsal nyílik és ezek mindegyike más embernél van. Ám Pierce kiváló segítőkkel van megáldva: Agar, az enyveskezű zsebtolvaj és Miriam, a gyönyörű színésznő, Pierce szeretője. A terv lassan kezd kialakulni…

## Szereplők
| Karakter                   | Színész           | Magyar hang (1. változat) | Magyar hang (2. változat) | Magyar hang (3. változat) | Magyar hang (4. változat) |
| -------------------------- | ----------------- | ------------------------- | ------------------------- | ------------------------- | ------------------------- |
| Edward Pierce              | Sean Connery      | Bujtor István             | Barbinek Péter            | Kristóf Tibor             | Bolla Róbert              |
| Robert Agar                | Donald Sutherland | Tahi Tóth László          | László Zsolt              | Helyey László             | Barbinek Péter            |
| Miriam                     | Lesley-Anne Down  | Földessy Margit           | Orosz Anna                | Kisfalvi Krisztina        | Orosz Helga               |
| Edgar Trent                | Alan Webb         | Tyll Attila               | Versényi László           | Szokolay Ottó             |                           |
| Henry Fowler               | Malcolm Terris    | Horkai János              | Berzsenyi Zoltán          | Besenczi Árpád            | Garai Róbert              |
| Sharp felügyelő            | Robert Lang       | Hadics László             |                           | Garai Róbert              |                           |
| Burgess                    | Michael Elphick   | Vándor József             | Bolla Róbert              | Csuha Lajos               |                           |
| William "Willy" Williams   | Wayne Sleep       | Felföldi László           | Tóth Roland               | Juhász Zoltán             | Szokol Péter              |
| Emily Trent                | Pamela Salem      | Császár Angela            | Náray Erika               | Csomor Csilla             |                           |
| Elizabeth Trent            | Gabrielle Lloyd   | Tóth Judit                | Kiss Virág                | Ruttkay Laura             |                           |
| Barlow                     | George Downing    |                           |                           |                           |                           |
| Harranby felügyelő         | James Cossins     | Képessy József            | Szokolay Ottó             | Holl János                |                           |
| McPherson                  | John Bett         |                           | Rosta Sándor              |                           |                           |
| Hangosbemondó az állomáson | Peter Benson      |                           |                           |                           |                           |
| Maggie                     | Janine Duvitski   |                           | Keönch Anna               |                           |                           |
| John, Trent-ék komornyikja | Brian de Salvo    |                           | Csuha Lajos               |                           |                           |
| Bíró                       | André Morell      | Ungvári László            | Áron László               | Palóczy Frigyes           |                           |
| Ügyész                     | Donald Churchill  | Kautzky József            | Kiss Gábor                | Várday Zoltán             |                           |
| Jimmy kapitány             | Brian Glover      |                           |                           |                           |                           |
| Connaught                  | Noel Johnson      | Füzessy Ottó              | Rudas István              | Papp János                |                           |
| Putnam                     | Peter Butterworth |                           |                           |                           |                           |
| Burke                      | Patrick Barr      | Bálint György             | Palóczy Frigyes           | Bolla Róbert              |                           |
| Lewis                      | Hubert Rees       | Miklósy György            |                           | Faragó András             |                           |
| Pap                        |                   |                           | Kardos Gábor              | Cs. Németh Lajos          |                           |

## Díjak, jelölések
- Edgar Allan Poe-díj (1980)
  - díj: legjobb film – Michael Chrichton